# Мурад III
Мурад III, наричан често Размирния (на турски: Üçüncü Murat) е 12-ият султан на Османската империя, син на султан Селим II, управлява от 15 декември 1574 до смъртта си на 16 януари 1595 година.
Наследявайки трона от своя баща Селим II, при възкачване на престола, заповядва да бъдат умъртвени петимата му по-млади братя, обичайна практика на възцаряващите се османски султани.

## Управление
Мурад III има за учител и съветник ислямския богослов и преводач ходжа Саадедин. В крайна сметка султанът предпочита харемните забавления пред държавните дела. Поради тази причина голяма роля в политиката играят жените от султанския харем, в частност майка му Нурбану Султан и съпругата му Сафийе Султан, чието рождено име е София Бафо, венецианска аристократка, майка на Мехмед III.
При Мурад III значително се увеличава корупцията в империята.
През 1578 година започва поредната война с Иран. Според устни предания, Мурад III се допитал до приближените си коя война от всички, водени от Сюлейман I, е била най-тежка. Узнавайки, че това е била иранската кампания, Мурад решил да надмине знаменития си дядо и действително осъществил своето желание. Със значително числено и техническо превъзходство над противника, османската армия постига редица успехи: през 1579 година са окупирани Грузия и Армения, през 1580 година – южното и западното крайбрежие на Каспийско море. През 1585 година били разбити основните сили на иранската армия и завладян Азербайджан. Според Константинополския мирен договор с Иран, сключен през 1590 година, към Османската империя са присъединени големи части от Азербайджан, в това число бившата иранска столица Тебриз, цялото Закавказие, Кюрдистан, Луристан и Хузестан. Въпреки значителното териториално нарастване, войната довежда до отслабване на турската армия от понесените тежки загуби.
Многобройни пратеници и писма са разменени между Елизабет I и султан Мурад III. Търговските споразумения между двете страни всяват смут в католическа Европа, особено след като Англия започва да изнася калай и олово за леене на оръдия и изготвяне на боеприпаси в Османската империя. Султан Мурад III и Елизабет I обсъждат съвместни военни операции по време на избухването на войната с Испания през 1585 година. В Рилския манастир е запазен калаен свещник, дар от султан Мурад.
Мурад III умира през 1595 година в Топкапъ сарай.

## Потомство
Съпругите на Мурад III са Сафийе Султан, Шемсирухсар хатун, Шахихубан хатун, Назпервер хатун, Фюлане (дъщеря на влашкия владетел Мирчо V Чобан с християнското име Добра). Дълги години Сафийе е единствената му наложница и султанът поддържа моногамна връзка с нея, въпреки че майка му Нурбану Султан го съветва да си вземе и други жени, за да има повече синове. През 1583 г. Нурбану дори обвинява Сафийе, че използва магии, за да направи Мурад импотентен и да му попречи да си вземе други наложници. Най-после Мурад приема две красиви наложници, които му представя сестра му Есмехан. Така султанът става баща на общо двадесет синове и двадесет и седем дъщери.
Наследява го синът му от Сафийе Султан Мехмед III, който при възкачването си на престола нарежда да бъдат екзекутирани всичките му братя. Най-голямата и любима дъщеря на Мурад е Айше Султан († 1605), омъжена последователно за великите везири босненеца Ибрахим паша Дамат и Хасан паша Йемиши Дамат от Ругова – и двамата бивши еничари, рекрутирани от християнски семейства.